# Comme une symphonie d'amour
Comme une symphonie d'amour è un album della cantante sudafricana Miriam Makeba, pubblicato nel 1979 dall'etichetta Sonodisc. L'album è stato ripubblicato nel 1994 e nel 2006 da Gallo, con una diversa disposizione dei brani. Alcune edizioni dell'album portano il titolo alternativo Malaisha.

## Tracce
1. Comme Une Symphonie d'Amour – 3:45
2. Malaisha (Bring the Axe) – 3:40
3. Iyaguduza – 5:38
4. Chicken (Kikirikiki) – 4:22
5. Ndibanga Hamba – 3:25
6. Sabelani – 4:46
7. Ngewundini – 4:32
8. African Convention – 5:05
9. Murtala – 6:20